# Cryptic Tales
Cryptic Tales – polska grupa muzyczna powstała w 1989, wykonująca muzykę z pogranicza black i death metalu.

## Historia
Założycielami zespołu byli Piotr Kopko (gitara, wokal) oraz Jarosław Maciuszek (perkusja). Wkrótce dołączył do nich Dariusz Gibalewicz (gitara) i Witold Zawadzki (gitara basowa). W 1991 grupa nagrała swoje pierwsze demo, The Sign Of The Southern Cross. Taśma zebrała wiele pozytywnych recenzji. Zespół został zauważony przez Carnage Records i w 1993 ukazało się pierwsze oficjalne wydawnictwo Cryptic Tales Anathema. Brzmienie na albumie zostało wzbogacone o partie kontrabasu, gitary klasycznej i keyboardu, łamiąc tym samym schematy panujące w death meatalowych aranżacjach.
W 1993 Cryptic Tales sporo koncertowało, pojawiając się na scenie obok najważniejszych zespołów polskiego podziemia. W 1994 wyszło kolejne oficjalne wydawnictwo zespołu, Valley Of The Doll. Zaskoczeniem było dodanie partii fletu.
Wkrótce po nagraniu Valley Of The Doll zespół opuścił basista Witold Zawadzki, a jego miejsce zajął Mateusz Bernardyn. W roku 1996 wydano pierwszy album studyjny, The Tales. Po jakimś czasie materiał został re-masterowany i wydany w formie CD nakładem niemieckiej wytwórni Awaken Prod.
Z zespołu odszedł Dariusz Gibalewicz, a nowym gitarzystą został Maciej Motyka. The Tales przywrócił Cryptic Tales utraconą pozycję na polskiej scenie death doomu. Cryptic Tales promowało swoje nagrania licznie koncertując głównie na terenie Polski i Niemiec. W 1998 będąc w najlepszej formie zespół nieoczekiwanie zniknął ze sceny.
Po siedmiu latach przerwy, w 2005 grupa wznowiła próby w składzie: Piotr Kopko (gitara, wokal), Jarosław Maciuszek (perkusja), Mateusz Bernardyn (gitara basowa) oraz Jacek Fall (gitara). Rozpoczęto pracę nad nowym wizerunkiem muzycznym zespołu, której efektem było wydanie w 2008 albumu VII Dogmata Of Mercy. W czasie nagrywania albumu skład zespołu zasilił Bartłomiej Filipiński (instrumenty klawiszowe). Do piosenki "Towards Modern Darkness" zostaje nakręcony pierwszy teledysk grupy. Następnie zespół wznowił działalność koncertową i w 2009 pojawił się jako support dla zespołu Samael. W kwietniu 2009 wydanie albumu VII Dogmata Of Mercy zostało wznowione przez amerykańską wytwórnię Crash Music.

## Skład

### Obecny skład
- Mateusz Bernardyn – gitara basowa
- Jacek Fall – gitara
- Piotr Kopko – gitara, wokal
- Jarosław Maciuszek – perkusja

### Byli członkowie
- Bartłomiej Filipinski – instrumenty klawiszowe
- Dariusz Gibalewicz – gitara
- Maciej Motyka – gitara
- Witold Zawadzki – gitara basowa

## Dyskografia
- 1991 – The Sign Of The Southern Cross
- 1992 – Anathema
- 1994 – Valley Of The Dolls
- 1996 – The Tales
- 2008 – VII Dogmata of Mercy